# Capitole de l'État de Pennsylvanie
Le Capitole de l'État de Pennsylvanie est le siège du gouvernement de Pennsylvanie, aux États-Unis. Situé dans le centre de la ville de Harrisburg, il est conçu en 1902 dans un style architectural Beaux-Arts. Ce bâtiment est le siège de l'Assemblée générale de Pennsylvanie constituée de la Chambre des représentants et du Sénat ainsi que la Cour suprême.
Le siège du gouvernement de l'État est originellement situé à Philadelphie, avant de déménager pour Lancaster en 1799 puis finalement à Harrisburg en 1812. Le bâtiment actuel est le troisième Capitole à être construit à Harrisburg. Le premier, le Hills Capitol fut détruit par un incendie et le second, le Cobb Capitol n'a pas été terminé.
Le président Theodore Roosevelt assiste à l'inauguration du bâtiment en 1906. Après son achèvement, le projet du capitole  fait l'objet d'un scandale. La construction et l'ameublement ont coûté trois fois plus cher que ce que l'Assemblée générale a prévu pour la conception et la construction ; l'architecte, Joseph Huston et quatre autres personnes sont condamnés pour escroquerie.
Le Capitole de l'État de Pennsylvanie est souvent appelé « palais de l'art » en raison de ses nombreuses sculptures, peintures murales et vitraux, dont la plupart sont sur le thème de la Pennsylvanie ou ont été réalisés par des Pennsylvaniens. Le bâtiment est inscrit au registre national des lieux historiques depuis 1977 et est désigné comme monument historique national en 2006 ; les limites de la désignation sont élargies pour inclure l'ensemble du Capitole en 2013, le Capitole étant une propriété contributive. 

## Histoire
William Penn a constitué le premier gouvernement de la province de Pennsylvanie, le 28 octobre 1682, à Chester. Le gouvernement n'a pas de lieu de réunion fixe et se réunit souvent dans des résidences privées à Philadelphie. La première maison d'État de Pennsylvanie, connue sous le nom d'Independence Hall, a été construite à Philadelphie en 1732 et est achevée en 1753. Avec l'Assemblée générale de Pennsylvanie et les Premier et Second congrès continentaux, ainsi que le Congrès de la Confédération, trois prédécesseurs du Congrès des États-Unis occupent le bâtiment de 1774 à 1789. La législature de l'État a examiné des propositions visant à déplacer le siège du gouvernement de l'État. John Harris Jr propose d'offrir à l'État 2 ha et 531 m2 de terrain près du fleuve Susquehanna, dans le centre de la Pennsylvanie, à condition qu'il soit utilisé comme site de la capitale. En 1799, la législature vote le transfert de la capitale à Lancaster à la place de Harrisburg, en raison de la plus grande population de Lancaster. De 1799 à 1812, la législature réside à Lancaster, dans l'ancien hôtel de ville.

### Hills Capitol
La législature vote en 1810 pour relocaliser la capitale, et déplace le siège du gouvernement à Harrisburg en octobre 1812 sur le terrain donné par Harris une décennie plus tôt. Quatre hectares supplémentaires sont achetés au sénateur américain William Maclay. Le corps législatif s'est réuni dans l'ancien palais de justice au Comté du Dauphin pendant la décennie suivante, jusqu'à ce qu'un nouveau capitole soit construit. Un concours est organisé pour déterminer la conception du capitole à partir de 1816, qui est « le premier concours officiel pour [concevoir] une maison d'État américaine ». Les projets soumis, dont un de William Strickland, sont rejetés car jugés trop chers. Un autre concours est lancé en janvier 1819. Sur les dix-sept projets soumis, deux sont sélectionnés comme demi-finalistes. L'un d'entre eux est l'architecte Stephen Hills de Harrisburg et l'autre le concepteur du Washington Monument, Robert Mills ; le projet de Hills est sélectionné. Hills conçoit un capitole en brique rouge, de style fédéral pour représenter architecturalement la fonction du gouvernement démocratique. La construction du Hills Capitol a commencé en 1819 et s'est achevée en 1822. La construction du Capitole et son ameublement ont coûté, selon les estimations, 244 500 dollars. Le Hills Capitol reçoit la visite de personnes célèbres, dont le marquis de La Fayette en 1825 et du roi Edward VII en 1860. Abraham Lincoln s'est rendu au Capitole en 1861 en tant que président élu, puis son corps est exposé après son assassinat en 1865. La collection de drapeaux de bataille de Pennsylvanie lors de la Guerre de Sécession, rassemblée en 1866, est transférée au deuxième étage du capitole en 1872. Les drapeaux sont à nouveau déplacés en 1895 dans le bâtiment de l'exécutif. Le 2 février 1897, vers midi, on découvre de la fumée provenant des bureaux du lieutenant-gouverneur. En début de soirée, le Hills Capitol est réduit à une masse de débris fumants. 

### Cobb Capitol
Après la destruction du Hills Capitol, la législature désormais sans abri s'est installée dans une église méthodiste voisine. Il y a des demandes pour que la capitale soit déplacée à Pittsburgh ou à Philadelphie ; le parlement s'est rapidement procuré de l'argent pour construire un nouveau capitole à Harrisburg,. Le gouverneur Daniel H. Hastings opte pour une politique de répartition pour permettre aux coûts de construction d'être répartis sur plusieurs budgets annuels. Le gouverneur estime également que 550 000 $ sont suffisants pour construire un petit édifice législatif qui pourrait être ajouté si besoin au fil du temps. Après que les projets de construction sont soumis par divers architectes dans le cadre d'un autre concours, Henry Ives Cobb est choisi en 1897 pour concevoir le nouveau capitole. La construction du Cobb Capitol commence le 2 mai 1898. Un an plus tard, le parlement se réunit dans le bâtiment achevé, qu'il a jugé complet, bien qu'il s'agit d'une « structure en briques brunes de plusieurs étages, sans ornement et inachevée, qui ressemblait à une usine ». Cobb décrit le bâtiment comme étant simplement moche, mais il pense qu'il serait capable de le terminer à terme, lorsque des fonds supplémentaires seraient disponibles,. 

### Huston Capitol
Le gouverneur William A. Stone nomme une nouvelle commission pour la construction du Capitole en 1901. La commission organise un autre concours, réservé aux architectes de Pennsylvanie, ce qui a empêché Cobb, de soumettre un projet ou de terminer son capitole. La Commission de construction stipule également que certaines parties du capitole actuel inachevé doivent être utilisées dans le nouveau. L'Assemblée générale a alloué 4 millions de dollars pour la construction du capitole. Elle n'a pas limité le montant total à utiliser pour l'ameublement du bâtiment. Cela cause des problèmes après l'achèvement de la construction du capitole. L'American Institute of Architects s'oppose à la concurrence, citant que les conditions du concours sont calculées pour encourager le favoritisme et l'injustice et qu'elles n'obligeaient en aucune façon la Commission [du bâtiment] à sélectionner le meilleur projet ou le meilleur architecte. L'Institut indique également qu'aucun architecte de Pennsylvanie ne participe au concours ; l'architecte de Philadelphie Addison Hutton est exclu de l'organisation après avoir soumis une candidature. Le sol est préparé pour le Huston Capitol le 2 novembre 1902, mais la première pierre n'est posée que le 5 mai 1904. La propriété du capitole est remise au gouvernement de l'État le 15 août 1906, et la Commission de construction du capitole est dissoute. Le gouverneur Samuel W. Pennypacker inaugure le nouveau capitole le 4 octobre 1906. L'ancien gouverneur Stone, devenu président de la Commission de la construction après avoir quitté ses fonctions, remet la clé du capitole au gouverneur Pennypacker. Le président Theodore Roosevelt, arrivé plus tôt ce jour, déclare « c'est le plus beau bâtiment que j'aie jamais vu ». Les chemins de fer de Pennsylvanie font circuler des trains spéciaux pour accueillir les foules qui se rendent à Harrisburg pour l'inauguration. 
Bien que le bâtiment soit terminé, la majorité des œuvres d'art à l'intérieur et autour du capitole ne seront pas achevées avant deux décennies. Les peintures murales dans la rotonde ne sont installées qu'en 1908 et les sculptures à l'extérieur de l'entrée du capitole sont inaugurées le 4 octobre 1911. La collection de drapeaux de la guerre civile est installée dans des vitrines de verre dans la rotonde du capitole le 14 juin 1914. La décoration du capitole est achevée le 23 mai 1927, lorsque les peintures murales des salles de la Cour suprême sont dévoilées. 

#### Scandale de corruption
William H. Berry est élu en 1906, peu après la consécration, au poste de trésorier d'État sur un ticket de fusion de la réforme. Berry est le seul démocrate élu à un poste de l'État entre 1895 et 1934. Le gouverneur Pennypacker considère sa campagne réussie comme l'un de ces monstres de la malchance. Berry commence à enquêter sur les coûts du projet du capitole et porte son prix à 13 millions de dollars. Cette divergence s'explique en partie par la méthode trop élaborée et parfois inintelligible de la Pennsylvanie pour commander et acheter des fournitures, de l'équipement [et] du mobilier, communément appelée règle du pied. Les méthodes de mesure de la règle du pied n'étant pas appliquées rigoureusement, l'ameublement pouvait être, intentionnellement, surévalué par le fournisseur. Par exemple, un mât de drapeau installé sur le toit du capitole était évalué à 850 dollars; Berry estime la valeur du mât à seulement 150 dollars. Les autres dépenses comprenaient 1 619 dollars pour un stand de Cireur de chaussures à 125 dollars et 3 257 dollars pour une caisse en acajou de 325 dollars chez le coiffeur du Sénat. 
Pennypacker essaie de démontrer que les coûts associés au Capitole sont raisonnables en comparaison avec des structures notables similaires. Il souligne que le Capitole des États-Unis coûte 18 millions de dollars, mais qu'il a « cinquante-cinq [pièces] de moins que le Capitole de Harrisburg ». Pennypacker montre également que le Capitole de l'État de New York coûte 24 millions de dollars, et est toujours inachevé.